# Lions Clubs International
Lions Clubs International (LCI) je jedna z největších mezinárodních humanitárních organizací. Jednou z hlavních oblastí, ve které se angažuje, je pomoc zrakově postiženým v rámci programu péče o zrak, jeho ochranu a obnovu Sight First (Zrak především). Organizace byla založena v roce 1917, dnes sdružuje téměř 1,45 milionu členů na celém světě. LCI je jako jediná nevládní organizace na světě již od roku 1947 členem OSN, konkrétně Hospodářské a sociální rady. Od roku 1978 se každoročně pravidelně koná „den Lions" společně s OSN, na kterém se setkávají vrcholní zástupci LCI a OSN za účasti Světové zdravotnické organizace WHO.

## Cíle
K cílům lionů patří:
- Účinně povzbuzovat všechny ochotné sloužit společnosti bez osobního finančního prospěchu. Prosazovat vysoké etické normy v obchodě, průmyslu, zaměstnání, v práci pro veřejnost a v osobním životě.
- Podporovat zásady dobrého vládního systému a dobrého občanského chování.
- Aktivně se zajímat o občanské, kulturní, sociální a morální blaho společnosti.

## Etický kodex
- Činorodou snahou prokazovat přesvědčení o důstojnosti svého poslání, abych si zasloužil uznání za to, co jsem vykonal.
- Hledat úspěch a žádat přiměřenou odměnu či užitek jako něco, co mi právem náleží. Avšak nepřijímat žádný úspěch a užitek za cenu ztráty sebeúcty.
- Mít na paměti, že pro vybudování vlastní existence není nutné ničit existenci někoho jiného. Být loajální k ostatním a pravdivý sám k sobě.
- Při vzniku pochyb o správnosti a etice svého postoje či jednání vůči ostatním, hledat důvod pochyb především u sebe.
- Přátelství vidět jako cíl, a ne jako prostředek k dosažení něčeho. Uvědomit si, že pravé přátelství není měřeno službou jednoho druhému, že opravdové přátelství nic neočekává, ale přijímá službu v tom duchu, v jakém byla prokázána.
- Být si vždy vědom svých povinností občana vůči svému národu.
- Svým bližním pomáhat, být soucitný k nešťastným, podporovat slabé a potřebné.
- Být obezřetný s kritikou a štědrý s chválou.

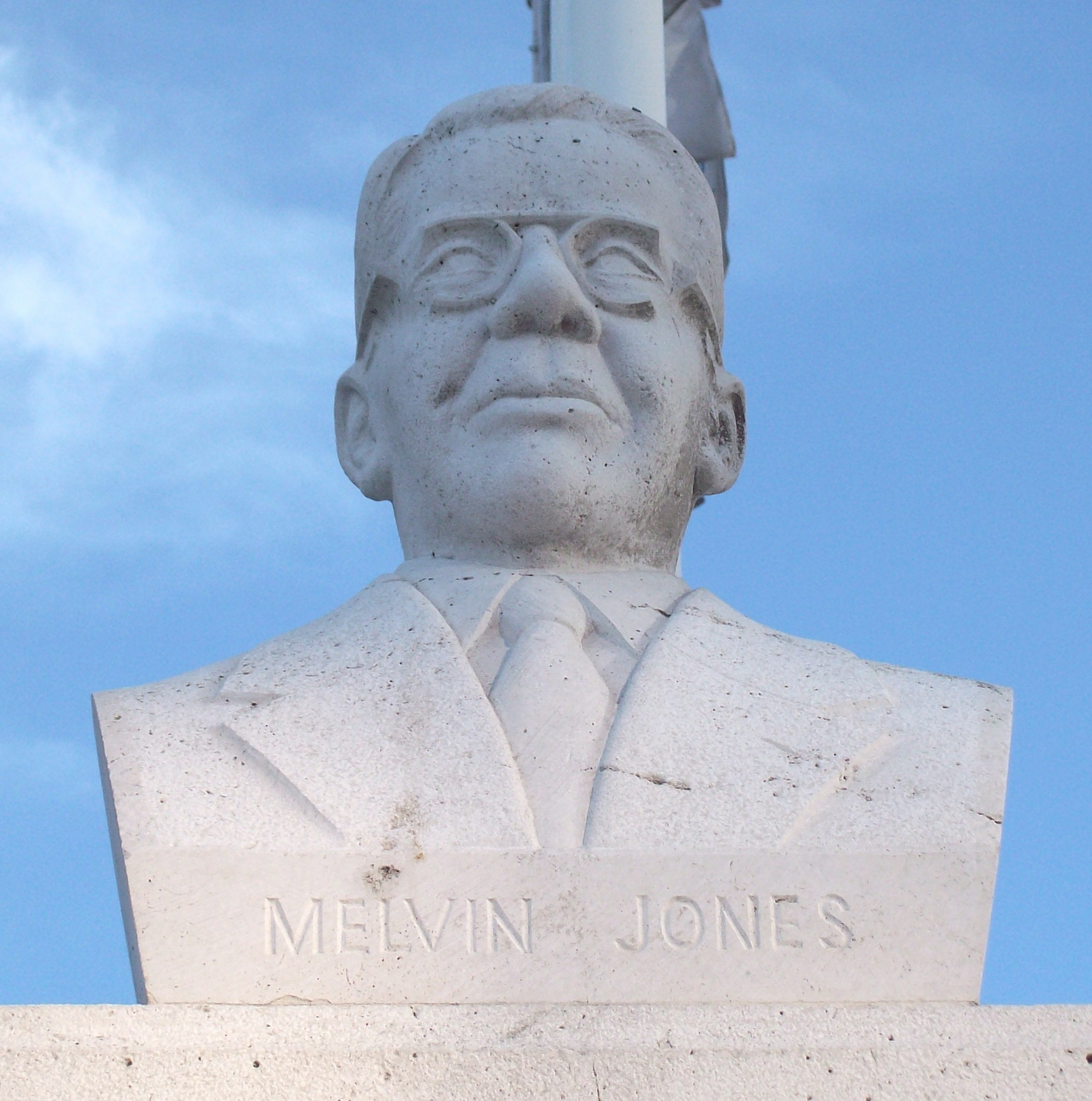
Busta zakladatele L.C.I. Melvina Jonese v Madridu

- Budovat, a ne ničit.

## Historie
Za zakladatele hnutí je považován Melvin Jones (1879-1961), ačkoli mužů, kteří se na založení výrazně podíleli, bylo více. Jones byl chicagský podnikatel v pojišťovnictví. Dařilo se mu natolik, že si mohl už ve 47 letech dovolit vzdát se svého zaměstnání a věnovat se výhradně lionskému hnutí.
První lionský konvent se konal 10. října 1917 v Dallasu. Na tomto sjezdu bylo dohodnuto, že do klubů Lions mohou být přijímány i ženy. Ale už za rok, na 2. konventu v St. Louis, bylo toto usnesení pod tlakem některých členů zrušeno jako předčasné. Trvalo pak dalších 69 let, než bylo rozhodnuto o návratu do původního stavu.
V roce 1918 byl založen časopis „Lions Club Magazine“.
Název „Lions“ byl poprvé vysvětlen na 3. konventu v Chicagu v roce 1919. Jde o Liberty, Intelligence, Our Nation's Safety (svoboda, vzdělání/porozumění, bezpečnost našich národů).
Lionismus se začal rychle šířit, v roce 1920 už byly kluby ve všech státech USA a začínaly pronikat do sousední Kanady. Pro jeho rozvoj a zaměření měl zásadní význam vznik Americké nadace pro slepce, která byla ustavena na základě aktivit Helen Keller a její učitelky Anne Sullivan. Založením nadace reagovaly na velmi špatnou situaci nevidomých v Americe 20. let, kdy se navíc vraceli z Evropy často zmrzačení vojáci z 1. světové války. Hlavním zaměřením činnosti lionského hnutí se tak stal program péče o zrak, jeho ochranu a obnovu Sight First (Zrak především). Zahrnuje podporu výzkumu v oblasti očního lékařství, zakládání očních klinik, školení zdravotníků i snahu o vymýcení infekčních očních nemocí.
Organizace nicméně vyvíjí další aktivity na podporu handicapovaných lidí obecně, na pomoc dětem, seniorům a rodinám nebo v oblasti ochrany životního prostředí.
Od roku 1947, kdy lionské ústředí obdrželo od OSN status poradce v Hospodářské a sociální radě, jsou Lioni jedinou nevládní organizací na světě, která se pravidelně účastní činnosti OSN. V průběhu let začaly kluby také spolupracovat s dalšími agenturami OSN, např. FAO nebo UNICEF.
První evropský klub vznikl v roce 1948 ve Švédsku. Po pádu totalitních režimů v roce 1989 začaly vznikat také kluby ve střední a východní Evropě.

## Lions v České republice a ve Slovenské republice
První pokus založit klub Lions na území Československa byl učiněn v roce 1968 v Brně, ale politická situace činnost klubu nakonec neumožnila.
První klub Lions po roce 1989 vznikl 11. května 1990 v Praze pod názvem „LC Praha Eagle Orel“. 
6. ledna 1992 byl v ČSFR zřízen Distrikt 122 a jeho prvním guvernérem se stal Lion PDG 1991/93 Vojtěch Trapl. I přes rozdělení československé federace zůstal distrikt jeden pro oba následnické státy, Českou republiku i Slovenskou republiku.
Současným guvernérem 2023/24 distriktu D122 Lions Clubs International Česká republika a Slovenská republika je Lion Jaroslav Dobiš z Lions Clubu Nitra, IPDG (Immediate Past District Governor) 2022/23 je Lion Josef Ciglanský z Lions Clubu Karlovy Vary, Lion Čestmír Koželuha z Lions Clubu Plzeň - City je Past District Governor 2020/21. Gratulujeme! We serve
Dnes má Distrikt 122 Česká republika a Slovenská republika celkem 629 členů ve 39 klubech v obou státech (kluby zůstaly ve společném distriktu i po rozdělení Československa). Důvodem je, že centrála Lions Clubs International v Oak Booku, USA, ani po rozdělení původně federálního státu na dva samostatné národní státy neshledala důvod pro vytvoření dvou samostatných národních distriktů, protože podmínkou pro takovou změnu je také, že každý samostatný distrikt musí splňovat podmínku 35 Lions klubů, a počet alespoň 1.250 členů všech Lions klubů v distriktu. 
V současné době proto Lions kluby v distriktu posilují o nové členy. V říjnu 2033 bylo přijato 26 nových členů, Lions!
V roce 2011 zahájili Lions v jižních Čechách, ale i na jiných místech republiky, projekt Lions Eye („Lví oko“). Jde o projekt bezplatného preventivního vyšetření zraku u předškolních dětí. Od začátku projektu Lions provedli screening očí u téměř 60 tisíc dětí v mateřských školách. Výzvu k návštěvě očního specialisty obdrželo asi 7 tisíc z nich.